# گرمدره
گَرمدَره شهری است در استان البرز ایران. این شهر در بخش مرکزی از توابع شهرستان کرج قرار دارد. شهر گرمدره در کیلومتر ۲۲ جاده مخصوص تهران کرج واقع شده‌است. جمعیت این شهر در سال ۱۳۸۵، برابر با ۱۲٫۸۲۷ نفر بوده‌است. شهر گرمدره از سال ۱۳۸۳ بنا به تصویب هیئت وزیران به سطح شهر ارتقاء یافت. حریم شهر گرمدره که عمدتاً از شمال به ارتفاعات البرز و از جنوب به باغ‌ها و اراضی مستعد کشاورزی محدوداست و در سایر نقاط زمین‌های آن کاربری صنعتی دارد. نزدیکترین شهر استان البرز از غرب به استان تهران است.
جمعیت این شهر در سال ۱۳۹۰، برابر با ۱۳۲۴۸ نفر بوده‌است.
محله‌های شهر گرمدره: گرمدره، امیرآباد، کوهک، ناصریه، تاج بخش و سعادتیه.

شهر گرمدره دارای دو ایستگاه مترو است:۱_گرمدره ۲_ اتمسفر.
دسترسی‌ها به معابر بزرگراهی و آزادراهی:۱_بزرگراه شهید لشکری (جاده مخصوص تهران کرج) ۲_ آزادراه شهید فهمیده (تهران کرج) ۳_ بزرگراه شهید همت. شهرهای مجاور گرمدره عبارتند از:۱_ از شمال شرق وردآورد (منطقه ۲۱ شهرداری تهران) ۲_ از شمال غرب شهرک خاتم (منطقه ۱۰ شهرداری کرج) ۳_ از شرق شهر قدس (شهرستان قدس استان تهران) ۴_ از غرب محله کلاک (منطقه ۱۰ شهرداری کرج).
این شهر دارای یک سینما به نام سینما الهیه گرمدره دارای ۳ سالن مجهز و شیک در محله کوهک می‌باشد که در سال ۱۴۰۱ افتتاح گردیده‌است و یکی از بهترین سینماهای شهرستان کرج محسوب می‌شود.

## تاریخچه
در جلد نخست کتاب فرهنگ جغرافیایی ایران نوشته حسینعلی رزم‌آرا که در تیرماه ۱۳۲۸ به چاپ رسیده‌است، دربارهٔ گرمدره اینگونه آمده‌است که نشان دهنده وضعیت این منطقه در آن دوران است: گرمدره دهی جزء دهستان حومه بخش کرج، شهرستان تهران است که در ۸ کیلومتری جنوب خاور کرج واقع است. در دامنه کوه و با آب و هوایی معتدل است. دارای ۲۹۰ سکنه شیعه مذهب و فارسی و تاتی زبان.
دارای آب از رود کرج. شغل مردم زراعت است و محصولات ده غلات، چغندر قند و صیفی است.
کاروانسرا و چند قهوه‌خانه دارد.
کنار راه ماشین رو تهران به کرج واقع است.